# Penitenciaría Estatal de Misisipi
La Mississippi State Penitentiary ("Penitenciaría Estatal de Misisipi", MSP, conocido como Parchman o Parchman Farm) es una prisión del Departamento de Correcciones de Misisipi en una área no incorporada en el Condado de Sunflower, Misisipi, Estados Unidos. MSP es la única prisión de alta seguridad para hombres en el estado.
MSP tiene una superficie de 18.000 acres (73 kilómetros cuadrados). Tiene el corredor de la muerte para hombres y la cámara de ejecución del estado.

## Historia
En 2005, un campus del Seminario Teológico Bautista de Nueva Orleans se estableció en la penitenciaría.